# Belleplain
 (août 2025).
Cet article possède un paronyme, voir Belle Plaine.
Belleplain est une census-designated place située dans le comté de Cape May, dans l’État du New Jersey, aux États-Unis. Lors du recensement de 2020, elle compte 614 habitants.